# Casa de los Babys
Casa de los Babys (br: A Casa dos Bebês ou Casa dos Bebês; pt: Casa de los Babys) é um filme méxico-estadunidense de 2003, do gênero comédia dramática, dirigido por John Sayles e protagonizado por Marcia Gay Harden, Maggie Gyllenhaal e Daryl Hannah.